# Distretto Nordorientale
Il distretto Nordorientale (ufficialmente North-East District, in inglese) è uno dei nove distretti del Botswana.
Confina a nord e a est con la provincia di Matabeleland South (Zimbabwe), a sud e a ovest del distretto Centrale.

## Villaggi
- Botalaote
- Butale
- Ditladi
- Gambule
- Gulubane
- Gungwe
- Jackalas 1
- Jackalas No 2
- Kalakamati
- Kgari
- Letsholathebe
- Mabudzane
- Makaleng
- Mambo
- Mapoka
- Masingwaneng
- Masukwane
- Masunga
- Matenge
- Matopi
- Matshelagabedi
- Matsiloje
- Mbalambi
- Moroka
- Mosojane
- Mowana
- Mulambakwena
- Nlakhwane
- Patayamatebele
- Pole
- Ramokgwebana
- Sechele
- Sekakangwe
- Senyawe
- Shashe Bridge
- Siviya
- Tati Siding
- Themashanga
- Toteng
- Tsamaya
- Tshesebe
- Vukwi
- Zwenshambe

## Località
- A J Roos
- A. Hutton's Farm
- A.Dambe's Farm
- Acre Plots
- Acre Plots
- Acre Plots NQ7 and NQ17
- African Camp
- Agric Bots
- Aispoon
- Albert's Farm
- Albert's Farm
- Anthony Johnson
- Armstrong's Farm
- Augris Roos
- B C U Coop
- B. Mathe's Farm
- B.D.F Camp
- Becker
- Becker's Farm
- Bernard
- Bill Haskins's Farm
- Bisoli Ranch
- Black Mannered's Farm
- Blackbeard's Farm
- Border Post
- Border Post
- Border Post
- Brink's Farm 1
- Brink's Farm 2
- Butale's Farm
- calla NQ 41
- Chadi cacre
- Charles Estate
- Chilume
- Chite's Farm
- Chiundula's Farm
- Daniels Farm
- De Villier's Farm
- Diana Rauch (BDF)
- Dikete
- Dikete 1
- Dikete 2
- Ditatshana
- Doumas
- Dr. Sibanda's Farm
- Duga
- Dutoit
- Engelton's farm
- Estates Farm
- F.Botha
- Farm
- Farm
- Farm
- Farm 10 Acre Plot
- Farm NQ 36/NQ 41
- G.D Oreilly
- Glading Farm
- Glen Plot 26
- Goldmine
- Goldstein's Farm
- Golongwe
- Hlabano
- Hlabano's Farm
- Hoys Farm
- Hulela's Farm
- Impala 2
- Impala Farm 1
- Impala Research
- Irene's Farm
- J. Phili Farm
- J. Strauss's Farm 2
- J.Strauss Farm
- Jackalas Lands
- Jomo Estate
- Justice's Farm
- Kamanga A
- Kamanyaga's Farm
- Kereng 's Farm
- Ketshabile's Farm
- Kutlwano's Farm
- Leapeetswe's Farm
- Lebanco Investment
- Lekgowa's Farm
- Lekomotu
- Lesego NQ 12
- Lesolame's Farm
- Lowi's Farm
- Lowis Farm
- Mabete's Farm
- Mabethe
- Mabutho
- Mackendier's Farm
- Makgekgenene's Farm
- Makombela
- Malekongwa's Farm
- Malwelwe Ventures
- Mapangane
- Maphosa's Farm
- Marai's Farm
- Markedies
- Marobela
- Maruatona's Farm
- Marukuru Farm
- Maswikiti's Farm
- Maswikiti's Farm
- Matekwane & Jomo's Farm
- Matekwane Farm
- Matopi
- Matopi C/Post
- Matopi Camp 5
- Matshelagabedi Lands
- Matsiloje C/Post
- Matsiloje Camp
- Matsiloje Lands
- Mbaakanyi's Farm
- Mfa's Farm
- Mhafane/Vulankane
- Mhatane
- Mmamasiloanoka
- Mmamolambo
- Modire's Farm
- Mogorosi
- Mogorosi's Farm
- Mokolobotawne's Farm
- Mome's Farm
- Monabel Farm
- Monyatsiwa's Farm
- Moroka's Farm
- Morotole
- Morotsi D
- Motopi Farm
- Motopi SSG Camp
- Muchim Farm
- Munger and Sons
- Munger's Farm
- Munger's Farm
- Muzila's Farm
- Mzingwana
- Nabe NQ 29
- Namtroc Farm
- Ngwambe Vet Camp
- Nnyepi's Farm
- Northern Ranching
- NQ 16
- NQ 36
- Nshakashogwe
- Nsumiwa's Farm
- Ntimbhale
- Nynard
- O.Gutuza Farm
- P.J.Bernard's Farm
- Painter's Farm
- Patayamatebele
- Perekwane
- Phenyamere's Farm
- Pie NQ 24
- Pillar's Farm
- Pinagare
- Plot 14 NQ 26
- Plot 16
- Plot 17 NQ 25
- Plot 47 NQ25
- Plot 48
- Plot 4D NQ 25
- Plot Camp
- Plot No 17 NQ 1
- Pobepobe
- Podium 12
- Portion 35
- Portion 9
- Poultry Farm
- Pretorious NQ 25
- Prison Estate
- Prison Estate Farm
- Railway Camp
- Rainbow Mine
- Rakops
- Ramokgwebana SSG Camp
- Ravens Investment PTY
- Roads Camp 1
- Roads Camp 2
- Roads Camp 3
- Roads Camp 4
- Roman Catholic (Tawana's)
- Roo's Farm
- S S G Camp
- S.Pillar's Farm
- Sebego's Farm
- Security System Farm
- Segaetsho Farm
- Sekonje
- Sekukwe
- Sengana
- Senn Foods
- Sewawa's Farm
- Shashe Brigade
- Shashe Cattlepost
- Shashe Lands
- Shashe Soilne
- Sikukwe
- Slave's Farm
- Smith's Farm
- Solomon's Farm
- Somarela Wildlife Camp
- Sophie Alexion
- Strydom Farm
- Syneteng
- T.D. Moyo Farm
- Tachila/ Tati Camp
- Tapela's Farm
- Taruvuna
- Tati C/Post
- Tati Camp
- Tati Lands
- Tema NQ 18
- Thantabani
- Thekwane
- Themashanga Lands
- Theonissien Farm
- Thothe's Farm
- Tjikwimba's Farm
- Touchline
- Tsamaya C/Post
- Tsamaya Siding
- Tshimoyapula Farm
- Tshukudu Range
- Tshukudu's Farm
- Tsiteng
- Vakaranga Vet Camp
- Vet Camp PKT 25
- Veterinary Camp 10
- Veterinary Camp 11
- Veterinary Camp 12
- Veterinary Camp 13
- Veterinary Camp 14
- Veterinary Camp 15
- Veterinary Camp 16
- Veterinary Camp 17
- Veterinary Camp 18
- Veterinary Camp 19
- Veterinary Camp 2
- Veterinary Camp 20
- Veterinary Camp 21
- Veterinary Camp 22
- Veterinary Camp 23
- Veterinary Camp 24
- Veterinary Camp 25
- Veterinary Camp 26
- Veterinary Camp 27
- Veterinary Camp 28
- Veterinary Camp 29
- Veterinary Camp 3
- Veterinary Camp 30
- Veterinary Camp 31
- Veterinary Camp 32
- Veterinary Camp 33
- Veterinary Camp 33
- Veterinary Camp 34
- Veterinary Camp 4
- Veterinary Camp 5
- Veterinary Camp 6
- Veterinary Camp 7
- Veterinary Camp 8
- Veterinary Camp 9
- Vetrinary Camp 1
- Vos's Farm 2
- Wayside Farm
- WoodLands Farm
- Zalu